# جنایت و مکافات (فیلم ۱۹۳۵)
جنایت و مکافات (انگلیسی: Crime and Punishment) فیلمی در ژانر درام به کارگردانی جوزف فون اشترنبرگ است که در سال ۱۹۳۵ منتشر شد. از بازیگران آن می‌توان به پیتر لوری، ادوارد آرنولد، جین لوکارت، ماریان مارش و رابرت آلن اشاره کرد.